# Camryn Grimes
Camryn Elizabeth Grimes (Los Angeles, 7 de janeiro de 1990) é uma atriz estadunidense. Em 2000, ela se tornou a atriz mais jovem a vencer o Prêmio Emmy. Em 2018, Camryn ganhou o prêmio Daytime Emmy de Melhor Atriz Coadjuvante em Série Dramática.